# Nechan Karakéhéyan
Nechan Karakéhéyan I.C.P.B. (ur. 17 kwietnia 1932 w Pireusie, zm. 15 lutego 2021 w Erywaniu) – duchowny ormiańskokatolicki urodzony w Grecji, w latach 2005–2010 ordynariusz Europy Wschodniej dla Ormian katolików, 2001–2003 ormiańskokatolicki biskup Isfahanu (następnie do 2015 administrator patriarchalny), a 1991–2000 ormiańskokatolicki ordynariusz Grecji (następnie do 2015 administrator apostolski).

## Życiorys
Święcenia kapłańskie przyjął 7 lutego 1960. Był proboszczem w ormiańskokatolickich parafiach w Zalka, São Paulo i Marsylii oraz dyrektorem Kolegium Instytutu w Bzommar.
W 1991 został mianowany ordynariuszem wiernych obrządku ormiańskokatolickiego w Grecji. We wrześniu 2000 Synod Kościoła Ormiańskiego wybrał go eparchą Isfahanu. 5 stycznia 2001 papież Jan Paweł II zatwierdził wybór. Sakry biskupiej udzielił mu 28 stycznia tegoż roku ówczesny patriarcha Kościoła ormiańskiego, Nerses Bedros XIX. 7 stycznia 2003 został także administratorem apostolskim Ordynariatu Grecji.
2 kwietnia 2005 został mianowany ordynariuszem Europy Wschodniej dla Ormian katolików ze stolicą tytularną Adana degli Armeni, zachowując funkcję administratora apostolskiego Ordynariatu Grecji.
Ze względu na osiągnięcie wieku emerytalnego 6 stycznia 2010 zrezygnował z funkcji ordynariusza Europy Wschodniej, zaś 21 marca 2015 z obowiązków administratora w ordynariacie Grecji.
Jako ordynariusz-senior Ordynariatu Europy Wschodniej dla Ormian katolików zamieszkał na terenie placówki ormiańskokatolickiej w Erywaniu, gdzie zmarł 15 lutego 2021.